# Анна Лещинская
Анна Лещинская (пол. Anna Leszczyńska), 25 мая 1699,  Тшебница — 20 июня 1717, Грюфинталь, Германия) — старшая дочь короля Польского и Великого князя Литовского Станислава Лещинского и Екатерины Опалинской, сестра королевы Франции Марии Лещинской.

## Биография
Анна родилась 25 мая 1699 года в семье Станислава Лещинского и его супруги Екатерины Опалинской. В 1703 году у неё появилась сестра Мария. В 1704 году её отец стал королём Польши и Великим князем Литовским. Была названа в честь бабушки по линии отца княгини Анны Яблоновской.
В семье Анна являлась любимицей отца. Получила хорошее образование.
Умерла от пневмонии в возрасте 18 лет в 1717 году в городе Грюнталь, Мандельбахталь, Германия. Смерть Анны была ускорена начавшимся кровотечением. В момент смерти родители и сестра находились возле неё.
Смерть Анны опустошила всю семью, особенно отца Станислава. Он приказал жене и дочери больше не упоминать при нём имени Анны. Мария послушалась отца. В 1725 году она вышла замуж за французского короля Людовика XV. Даже при нем она не упоминала имени сестры, и он был очень удивлен, когда однажды узнал, что у его жены была сестра.